# Fredi Chiappelli
Fredi Chiappelli, noto anche come Federico Chiappelli (Firenze, 24 gennaio 1921 – Los Angeles, 22 marzo 1990), è stato un filologo, storico della letteratura e storico della lingua italiano.

## Biografia
Era figlio del presidente dell'Accademia delle arti del disegno (fondata da Cosimo I de' Medici il 13 gennaio 1563), Francesco Chiappelli, che aveva sposato Maria, figlia dello storico del diritto romano Ludovico Zdekauer.
Dopo aver conseguito la laurea in linguistica all'Università di Firenze nel 1945 ed essere stato per breve tempo lettore all'Università di Firenze, ha proseguito i suoi studi presso l'Università di Tubinga e l'Università di Zurigo. Dal 1947 al 1969 ha avuto una cattedra universitaria nelle Università di Losanna e Neuchâtel, dove ha insegnato in francese. Nel 1969 è stato prima professore di lingua italiana presso l'UCLA e poi dal 1972 al 1988 è stato direttore del Centro per gli studi medievali e rinascimentali dell'UCLA. La sua attività ha portato l'istituto di ricerca a una posizione di leadership in questa area negli Stati Uniti. È stato visiting professor in varie università negli Stati Uniti, Canada, Scandinavia, Spagna e Australia.

## Attività scientifica
Chiappelli ha affrontato una serie di argomenti, incentrati principalmente sugli autori italiani rinascimentali. È considerato il principale ricercatore su Petrarca nel mondo. Ha organizzato al Center for Medieval and Renaissance Studies diverse conferenze internazionali (35 in 16 anni) per promuovere la collaborazione di scienziati di tutto il mondo; nello stesso periodo, il Centro pubblicò ottanta libri scientifici.
Nel 1980 con la conferenza internazionale Sport and the Emergence of the Modern Spirit, si chiese se il pensiero moderno del Rinascimento non avesse anche un'influenza sull'idea moderna di sport.
Egli si considerava innanzitutto un linguista, che padroneggiava non solo le lingue moderne (tedesco, inglese, francese, italiano e spagnolo), ma anche le loro prime forme medievali, nonché il latino.
La sua opera più ambiziosa, una serie di mostre e conferenze per il 500º anniversario dello sbarco di Colombo in America, non poté essere portata a termine, a causa di una malattia. Il database WorldCat contiene 292 opere di o su di lui.

## Riconoscimenti
- Membro dell'Accademia della Crusca dal 1970[4]
- Membro dell'Accademia Petrarca
- Ordre des Palmes académiques
- Cittadinanza onoraria di Arquà Petrarca
- Guggenheim Fellowship nel 1974